# Shahbaz Noshir
Shahbaz Noshir (* 1959 im Iran) ist ein freier Fotograf, Drehbuchautor und Schauspieler.
Er schloss im Iran das Theaterstudium ab und absolvierte 1993 in Berlin das Studium des Performance-Theaters. Noshir verwirklichte Dokumentarfilme und mehrere Kurzfilme. Er lebt seit 1986 in Deutschland.

## Filmografie
Als Darsteller
- 2006: Colors of memory, Hauptdarsteller (Spielfilm)
- 2007: Women Without Men (Spielfilm von Shirin Neshat)[1]
- 2012: I will great the sun again (Kurzfilm)
- 2020: Pari
- 2024: Reading Lolita in Tehran (Spielfilm von Eran Riklis nach dem gleichnamigen Buch von Azar Nafisi)

Als Regisseur und Drehbuchautor
- 1997: Glasaugen (Kurzfilm)
- 2002: Gefangene Stimme (Kurzfilm)
- 2002: Angst isst Seele auf (Kurzfilm, mit Brigitte Mira)
- 2004: Jenes Warten (Kurzfilm)
- 2007: Verführung der Erde (Kurzfilm)
- 2008: Dass mein herz schlägt, verdanke ich dir (Dokumentarfilm)
- 2012: I will great the sun again (Kurzfilm)
- 2012: Oh Istanbul ... (Dokumentarfilm)
- 2013: Art portrait: Peter Robert Keil: es malt aus mir (Dokumentarfilm)
- 2014: FadeOut (Kurzfilm)